# Lamsfuß (Wipperfürth)
Lamsfuß ist eine Ortschaft in der Gemeinde Wipperfürth im Oberbergischen Kreis im Regierungsbezirk Köln in Nordrhein-Westfalen (Deutschland).

## Lage und Beschreibung
Der Ort liegt im Südwesten der Stadt Wipperfürth auf der Wasserscheide zwischen der Großen Dhünn und der Kürtener Sülz an der Bundesstraße 506. Im Nordwesten der Ortschaft entspringt der Mausbach. Nachbarorte sind Wipperfeld, Unterholl, Obermausbach Niederdhünn und Oberholl.
Politisch wird Lamsfuß durch den Direktkandidaten des Wahlbezirks 16 (160) Wipperfeld im Rat der Stadt Wipperfürth vertreten.

## Geschichte
Die durch die Ortschaft führende Bundesstraße 506 war im Mittelalter ein bedeutender Heerweg zwischen Köln und Soest. Um 1220, zur Stadtgründung von Wipperfürth, wurde der Weg vermutlich bereits genutzt. 1443 wird der Ort erstmals unter der Bezeichnung „Lammesvoyt“ in einer Einkunfts- und Rechteliste des Kölner Apostelstiftes genannt. Die Karte Topographia Ducatus Montani aus dem Jahre 1715 zeigt vier Höfe und bezeichnet diese mit „Lamsfus“. Die Topographische Aufnahme der Rheinlande von 1825 zeigt auf umgrenztem Hofraum unter dem Namen „Lamst.“ zehn getrennt voneinander liegende Grundrisse. Ein einzelner Grundriss ist als steinernes Haus markiert. Ab der Preußischen Uraufnahme von 1840 wird die Ortsbezeichnung „Lamsfuss.“ verwendet.
Drei Wegekreuze finden sich im Ortsbereich. Aus den Jahren 1766 und 1866 stammen zwei Kreuze aus Sandstein. Das hölzerne Wegekreuz wird auf das 19. Jahrhundert datiert.

## Busverbindungen
Über die Haltestelle Lamsfuß der Linie 427 (VRS/OVAG) ist Lamsfuß an den öffentlichen Personennahverkehr angebunden.